# 高橋和也
高橋 和也（たかはし かずや、1969年5月20日 – ）は、日本の俳優、歌手、声優。
本名・旧芸名は高橋 一也（読み同じ）。男性アイドルグループ・男闘呼組の元メンバー。
アルファエージェンシー所属。東京都世田谷区出身。6児の父である。

## 来歴
新宿でライブハウスを経営する父の影響で、幼い頃から音楽に親しみ、
歌手に憧れ中学2年生の時にジャニーズ事務所に入所。ロックバンド「男闘呼組」のメンバーとなる。
小学校の頃にたのきんトリオを見て憧れた後、歌手を目指そうと思い、入るならジャニーズ事務所と考え友人と一緒に履歴書を送った。残念ながら高橋は落ちたが、友人は受かり第二次審査の知らせが届いた。しかし友人は審査の直前に審査には行かないと言い出したため、高橋が代わりに行くとにした。第二次審査の会場に押し掛けるとジャニー喜多川より「You、呼んでないよ」と言われるも、「どうしてもやりたいんです」と嘆願し、その後強引にレッスンに通うようになった。高橋は当初ドラムをやりたくて演奏していた為、レッスンに通う内にジャニーよりギターを演奏していた成田昭次を紹介され、その後バンドを組むようになった。
1988年に第30回日本レコード大賞最優秀新人賞を受賞。メンバー4人で主演した映画『ロックよ、静かに流れよ』で第43回毎日映画コンクール、第10回ヨコハマ映画祭の新人賞に輝く。1989年には日本武道館でコンサートを行い、NHK紅白歌合戦にも2度出場する。
1993年、メンバー4人で出演した舞台『スラブ・ボーイズ』の終了後に突然ジャニーズ事務所から解雇され、同時に「男闘呼組」も活動休止となり事実上の解散。その後、修業のために渡米して1995年に帰国。芸名を本名の"高橋一也"から"高橋和也"に改めて芸能活動を再開。
市川崑、伊丹十三らの作品に出演し続けてキャリアを積む。
2002年、橋口亮輔監督『ハッシュ!』でゲイの青年役を演じ、高い評価を得る。
2014年、『そこのみにて光輝く』での演技が評価されて高崎映画祭最優秀助演男優賞を受賞した。
ハンク・ウィリアムズらに影響され、俳優業のかたわらカントリーのライブも行っている。
2023年12月26日にNHKは高橋和也が所属するRockon Social Clubが第74回NHK紅白歌合戦にてMISIAの「紅白スペシャル2023」に登場することを発表した。

## 人物
男闘呼組解散後も複数のバンドを結成して音楽活動を継続すると共に、俳優・声優としても活躍する。
声優としては韓国俳優イ・ビョンホンの吹き替えを多く担当している。また、『オールイン 運命の愛』のファン・ミーティングに登壇した際にはビョンホン本人と対面を果たしたことで公認されており、その場で劇中の台詞を披露し、ビョンホン本人から絶賛された。なお、高橋も対面時に「初めて会ったとは思えない」と述べている。
爆風スランプから江川ほーじんが脱退した際、『歌のトップテン』出演時に代打でベースを演奏した。カントリーミュージック愛好家だった父の影響で、高橋もカントリーミュージックを聴いて育ち、両親が経営するライブハウス兼バー「新宿マローネ」をはじめ様々なライブハウスでカントリーライブを行っている。
1994年前後に元・ザ・スターリンの遠藤ミチロウとユニット「一本道」を組み、ライブ活動を行っていたことがある。遠藤ミチロウの「Just Like a Boy」は高橋がアメリカのアリゾナ州にあるホピ族の村から送った絵葉書をもとに生まれた歌である。

## ジャニーズ時代の参加ユニット
- 東京男組
- 男闘呼組
- 少年御三家

## 出演

### テレビドラマ
- 東中学3年5組（1984年10月12日 - 12月21日、TBS） - 寺川政夫 役
- 毎度おさわがせします 第1シリーズ（1985年1月8日 - 3月26日、TBS） - 森祐介 役
- 野性誕生（テレビ東京、『ヤンヤン歌うスタジオ』内の5分枠ドラマ）
- Be!Boys － 未完成青春曲 （テレビ東京、『ヤンヤン歌うスタジオ』内の5分枠ドラマ）
- 12時間超ワイドドラマ→新春ワイド時代劇（テレビ東京）
  - 徳川風雲録 御三家の野望（1986年1月2日） - 天一坊 役
  - 次郎長三国志（2000年1月2日） - 小政 役
  - 忠臣蔵〜決断の時（2003年1月2日） - 早野勘平 役
  - 竜馬がゆく（2004年1月2日） - 久坂玄瑞 役
  - 戦国疾風伝 二人の軍師 秀吉に天下を獲らせた男たち（2011年1月2日） - 明智光秀 役
- やったぜベイビー!（1986年8月30日 - 9月27日、日本テレビ、全5回） - 竹村アキラ 役
- ナイン （1987年1月5日、フジテレビ、月曜ドラマランド） - 主演・新見克也 役
- ぼくの姉キはパイロット! （1987年8月18日 - 9月22日、TBS） - 霧谷文彦 役
- オトコだろッ! （1988年7月21日 - 9月22日、フジテレビ） - 松木成二 役
- ゴメンドーかけます（1989年8月3日 - 9月28日、フジテレビ） - 石橋一男 役
- ウッチャンナンチャンのコンビニエンス物語（1990年4月8日 - 5月13日、テレビ東京）
- 世にも奇妙な物語（フジテレビ）
  - プリズナー（1991年1月31日） - 野中秀夫 役
  - 王将（1991年12月26日） - 龍ヶ崎健太 役
  - 事故物件（2015年11月28日） - 早瀬真一 役
- デイビッツ・マザー （アメリカCBS） - ウェイター 役
- ドラマ新銀河（NHK）
  - 賢治のほほえみ「かっこう」（1996年） - 高橋 役
- ひとり暮らし（1996年10月11日 - 12月13日、TBS） - 小川千勝 役
- 院内感染（1997年4月3日、日本テレビ）
- 寺子屋ゆめ指南（1997年9月5日 - 1998年3月20日、NHK総合、金曜時代劇） - 主演・桂木正二郎 役
- 北の交響曲（シンフォニー）（1997年9月13日、北海道文化放送） - 伊福部昭 役
- ここではない何処か（1998年9月5日、北海道テレビ）
- 連続テレビ小説（NHK総合）
  - やんちゃくれ（1998年10月5日 - 1999年4月3日） - 大庭高志 役
  - 純情きらり（2006年4月3日 - 9月30日） - 鈴村浩樹 役
- 大河ドラマ（NHK総合）
  - 葵 徳川三代（2000年1月9日 - 12月17日） - 大野治房 役
  - 風林火山（2007年1月7日 - 12月16日） - 馬場信春 役
  - 真田丸（2016年） - 宇喜多秀家 役
- 金曜エンタテイメント（フジテレビ）
  - 夢の浮橋殺人事件～あんみつ検事の捜査ファイル～（2001年4月20日）
  - 男たちの宿題（2004年8月13日）
  - 外科医 鳩村周五郎 闇のカルテ（2004年11月19日）
- 火曜サスペンス劇場（日本テレビ）
  - どうぞ安らかに（2001年6月5日） - 大森貴志 役
  - だます女だまされる女4（2002年5月21日） - 井沢健吾 役
  - 警部補 佃次郎20 望郷（2005年1月18日）
  - ドクターヘリ 緊急外科医 若月灯子（2005年8月9日）
- 碧空のタンゴ（2001年8月10日、NHK）
- アドベンチャー探偵の事件簿2 米沢牛しゃぶしゃぶ食べ放題殺人事件（2002年5月20日、TBS、月曜ミステリー劇場） - 幸町豊 役
- 盤嶽の一生 第2話「絵図面の謎」（2002年、フジテレビ） - 乾新之助 役
- 京都迷宮案内 第5シリーズ「第4話　泥棒の息子と呼ばれた男」（2003年1月30日、テレビ朝日）
- 土曜ワイド劇場（テレビ朝日）
  - 疑惑（2003年3月22日、25周年スペシャル松本清張没後10周年特別企画） - 沢木登 役
  - 炎の警備隊長・五十嵐杜夫シリーズ（朝日放送） - 浅野一馬 役
    - 炎の警備隊長・五十嵐杜夫2（2004年3月20日）
    - 炎の警備隊長・五十嵐杜夫3（2005年7月16日）

  - ラーメン刑事「龍」の殺人推理5 ラーメン刑事VS讃岐うどん（2005年3月19日） - 倉田 役
  - 獣医・いかり七緒の殺人診断（2007年10月27日） - 濱田幸作 役
  - 法律事務所（2008年4月12日）- 井筒雄樹 役
  - 森村誠一の終着駅シリーズ・殺意の奔流 （2012年10月27日） - 千葉竜吾 役
  - 京都人情捜査ファイル 2時間スペシャル（2015年4月25日） - 関田陽介 役
  - 温泉 (秘) 大作戦17（2016年4月16日） - 崎本太陽 役
- 女と愛とミステリー（テレビ東京）
  - 花の罠 -奈良・大和路殺人事件-（2003年4月9日） - 水無瀬翔（棋士5段） 役
  - 松本清張特別企画 喪失の儀礼（2003年11月30日） - 田村（刑事） 役
  - 樋口警部補2 リオ・水曜日の殺人者（2004年9月12日） - 吉田春彦
- ショコラ（2003年5月26日 - 7月25日、TBS、ドラマ30） - 加藤市吾 役
- 恋する日曜日「終章」（2003年7月27日、8月3日、BS-i） - 島本宏務 役
- 女と男と物語PART II「結婚願望」（2003年10月11日、朝日放送、【主演：板谷由夏】） - 松山裕輔 役
- 秘太刀 馬の骨（2005年8月26日 - 9月30日、NHK）- 北爪平九郎 役
- 逃亡者 木島丈一郎（2005年12月10日、フジテレビ、プレミアムステージ） - 坂上隆司（立て篭もり犯） 役
- 相棒（テレビ朝日）
  - season4 最終話「桜田門内の変」（2006年3月15日） - 一ツ橋明男 役
  - season20 第16話「ある晴れた日の殺人」（2022年2月23日） - 中松誠 役
- 名奉行!大岡越前 第2シリーズ 第6話「辻斬り浪人の賭け!せつない恋とおしどりの秘密…」（2006年6月13日、テレビ朝日） - 柴田利一郎 役
- 父とわたしの秘密 （2006年7月7日、BS-i） - 千秋の父 役
- 月曜ゴールデン（TBS）
  - 十津川警部シリーズ37 特急あずさ殺人事件（2006年10月2日）- 橋野要 役
  - 税務調査官・窓際太郎の事件簿17（2008年9月8日） - 池端雄冶 役
  - 二重裁判（2009年6月1日） - 川田 役
  - 女タクシードライバーの事件日誌7（2014年9月1日） - 吉本徹男 役
- 幻十郎必殺剣「第5話　白い数珠の殺人者」 （2008年2月、テレビ東京） - 辰巳清四郎 役
- 東京少女水沢エレナ「第5話　マイ・フェア・エレナ」（2008年5月、BS-i） - 橘 役
- 青春カムバック!?メタボリック☆ばんど!（2008年9月23日、テレビ愛知） - 金田満 役
- 柳生一族の陰謀（2008年9月28日、テレビ朝日） - 徳川家光 役
- おみやさん（第6シリーズ）「File No.11　冬の京に消えた証人!!」（2009年2月12日、テレビ朝日） - ゲスト出演
- 妄想姉妹〜文學という名のもとに〜 第7話（2009年2月28日、日本テレビ） - 格太郎 役
- 古代少女ドグちゃん 第7話（2009年11月18日、MBS） - 田辺栄太郎 役
- 兄帰る（2009年2月14日、WOWOWドラマW） - 野田功一 役
- 松本清張ドラマスペシャル「顔」（2009年12月29日、NHK） - 石岡貞三郎 役
- 赤かぶ検事 京都篇 第7話（2010年2月24日、TBS）
- 警部補 矢部謙三「episode4　リークされた捜査情報 追跡せよ!警察内部の密告者」（2010年4月30日、テレビ朝日） - 七隈五郎 役
- 水戸黄門第42部「第13話　美人絵師が描いた復讐 -鳥取-」（2011年1月17日、TBS） - 佐吉 役
- フェイク 京都美術事件絵巻 第5話（2011年2月1日、NHK） - 水島健之 役
- ホンボシ〜心理特捜事件簿〜第5話（2011年2月17日、テレビ朝日） - 細川一樹 役
- 遠い日のゆくえ（2011年3月13日、WOWOW）- 神田朝晴 役
- テンペスト（2011年7月 - 9月、NHK BSプレミアム） - 尚育王 役
- 濃姫（2012年3月17日、テレビ朝日） - 斎藤義龍 役
- 薄桜記（2012年7月 - 9月、NHK BSプレミアム） - 堀部安兵衛 役
- 遺留捜査 第2シリーズ「第2話」（2012年7月26日、テレビ朝日） - 青柳大介 役
- 負けて、勝つ 〜戦後を創った男・吉田茂〜（2012年9月 - 10月、NHK） - 佐藤栄作 役
- 天の方舟（2012年12月 - 2013年1月、WOWOW連続ドラマW） - 塩田夕介 役
- とんび（2013年1月 - 3月、TBS） - 萩本営業課長 役
- 水曜ミステリー9（テレビ東京）
  - 松本清張没後20年特別企画・留守宅の事件（2013年4月24日） - 田中徳則 役
  - 葬儀屋松子の事件簿3（2013年8月28日）- 吉河秀輔 役
  - 北海道警事件ファイル 警部補 五条聖子2（2014年5月21日） - 下島泰輔 役
  - 夏樹静子サスペンス　逆転弁護士ヤブハラ 証言拒否（2015年2月18日） - 馬越信也 役
  - マザー・強行犯係の女〜傍聞き〜（2016年4月20日） - 横崎宗市 役
  - 諏訪のスゴ腕警察医2（2016年6月8日） - 塚本真司 役
- 刑事110キロ 第6話（2013年5月30日、テレビ朝日） - 上杉慶一 役
- 黒い十人の黒木瞳III「黒い主演女優」（2013年6月30日、NHK BSプレミアム） - 加藤 役
- あさきゆめみし 〜八百屋お七異聞（2013年9月 - 11月、NHK木曜時代劇） - 青田源之丞 役
- 雲霧仁左衛門（2013年10月4日 - 11月8日、NHK） - 山猫の三次 役
- 金曜プレステージ（フジテレビ）
  - 医療捜査官 財前一二三4（2013年11月8日） - 堀田亮一 役
- 科捜研の女 Season13 第8話「身勝手な証言者！放火犯を擁護する男の罠 25年目の真実！壊れた石地蔵の謎」（2013年12月12日、テレビ朝日） - 速水伸也 役
- スペシャルドラマ LEADERS リーダーズ（2014年3月22日・23日、TBS） - 三宅光男 役
- ルーズヴェルト・ゲーム（2014年4月 - 6月、TBS） - 古賀哲 役
- ラスト・ドクター〜監察医アキタの検死報告〜 第5話（2014年8月8日、テレビ東京） - 沼田伸治 役
- ドクターX〜外科医・大門未知子〜第3シリーズ第1話 - 第3話（2014年10月 - 12月、テレビ朝日） - 足柄信太郎 役
- 風の峠〜銀漢の賦〜（2015年1月 - 2月、NHK総合） - 十蔵 役
- シリーズ被爆70年 ヒロシマ 復興を支えた市民たち 第2回「走れ、三輪トラック」(2015年2月13日、NHK広島)  - 松田恒次 役
- 64（ロクヨン）（2015年4月 - 5月、NHK総合） - 柿沼丈史 役
- ドラマW 海に降る（2015年10月 - 11月、WOWOW） - 近藤恒哉 役[14]
- 女性作家ミステリーズ 美しき三つの嘘 第1話「ムーンストーン」（2016年1月4日、フジテレビ） - 国語教師 役
- ツバキ文具店ー鎌倉代書屋物語〜 第2話（2017年4月21日、NHK総合） - 三津田桂司 役
- 植木等とのぼせもん（2017年9月2日 - 10月21日、NHK総合） - 渡辺晋 役
- 宮本から君へ 第5話 - 最終話（2018年4月28日 - 6月30日、テレビ東京） - 安達辰也 役
- スモーキング 第3話・第6話 - 最終話（2018年5月4日・25日 - 7月6日、テレビ東京） - 毛沼将也 役
- チア☆ダン（2018年7月13日 - 9月14日、TBS） - 藤谷勝也 役
- 月曜名作劇場（TBS）
  - 新・浅見光彦シリーズ4「華の下にて」（2018年12月17日） - 丹野博之 役
- 家康、江戸を建てる 後編（2019年1月3日、NHK総合） - 志村伝衛門 役
- 小吉の女房（NHK BSプレミアム） - 石川太郎左衛門 役[15]
  - 小吉の女房（2019年1月11日 - 3月1日）
  - 小吉の女房2（2021年4月2日 - 5月14日）
- 日本ボロ宿紀行（2019年1月25日 - 4月12日、テレビ東京） - 桜庭龍二 役
- 闇の歯車（2019年2月9日、時代劇専門チャンネル） - 同心 役
- 平成物語 SEASON 2 第2話・第4話（2019年3月20日・22日、フジテレビ） - 昭二 役
- 集団左遷!!（2019年4月21日 - 6月23日、TBS） - 花沢浩平 役
- ドラマスペシャル 今野敏サスペンス 聖域 警視庁強行犯係・樋口顕（2019年9月2日、テレビ東京） - 井沢則之 役[16]
- まどろみバーメイド 〜屋台バーで、最高の一杯を。〜 第9話（2019年9月8日、テレビ大阪・BSテレ東） - 長坂  役[17]
- 月曜プレミア8 小杉健治サスペンス 当番弁護士 梶原藤子の事件ファイル（2020年6月22日、テレビ東京） - 新藤裕也 役
- ディア・ペイシェント〜絆のカルテ〜 第8話（2020年9月4日、NHK総合） - 浜口秋之 役
- 24 JAPAN 第2話 - 第13話（2020年10月9日 - 2021年1月8日、テレビ朝日） - 神林民三 役[18]
- 今ここにある危機とぼくの好感度について（2021年4月24日 - 5月29日、NHK総合） - 室田教授 役
- 泣くな研修医（2021年4月24日 - 6月26日、テレビ朝日） - 岩井智也 役
- DORONJO / ドロンジョ（2022年10月7日 - 12月16日、WOWOW） - 聖川誠一郎 役[19]
- インフォーマ（2023年1月20日 - 3月24日、関西テレビ）- 丸山克次 役[20]
- JKと六法全書 第3話 - 最終話（2024年5月3日 - 6月7日、テレビ朝日）- 渡辺冬馬 役
- 月曜プレミア8 さすらい署長 風間昭平スペシャル「とやま庄川峡殺人事件」（2024年6月24日、テレビ東京） - 上宮正樹 役[21]

### 映画
- ロックよ、静かに流れよ（1988年2月20日公開、東宝、【主演：男闘呼組】） - 戸田務（トンダ） 役
- 少年武道館（1988年2月20日公開、東宝、【主演：少年御三家】）
- フライング 飛翔（1988年5月14日公開、東映） - 能登一圭役
- 通天の角（1994年10月15日公開、ケイエスエス） - 主演・岩下春男 役
- 平成無責任一家 東京デラックス（1995年1月28日公開、東宝） - 飴屋進役
- KAMIKAZE TAXI（1995年4月29日公開、ビターズ・エンド） - 達男 役
- 螢II 赤い傷痕（1995年7月15日公開、東映ビデオ） - 秀夫 役
- 南の島に雪が降る（1995年12月2日公開、リバース） - 主演・戦時中の須藤 役
- 尻を撫でまわしつづけた男 痴漢日記2（1995年、東映ビデオ、Vシネマ） - 主演
- ぼくは勉強ができない（1996年6月8日、東宝） - 桜井先生 役
- 目を閉じて抱いて（1996年7月13日公開、東北新社） - 周 役
- 八つ墓村（1996年10月26日公開、東宝） - 寺田辰弥 役
- マルタイの女（1997年9月27日公開、東宝） - 大木珠男 役
- おしまいの日。（2000年1月15日公開、ビターズ・エンド） - 主演・坂田忠春 役
- ハッシュ!（2001年4月27日公開、シグロ） - 長谷直也　役
- ひとりね（2002年3月16日公開、フィルムヴォイス／アルゴピクチャーズ） - 白木 役
- 突入せよ! あさま山荘事件（2002年5月11日公開、東映） - 人質身代わり志願の男 役
- Run2U（2003年5月30日韓国劇場公開） - ヒロシ役
- 星に願いを。（2003年4月12日公開、東宝） - 葉月優 役
- 魔界転生（2003年4月26日公開、東映） - 伊達小三郎 役
- 怪談新耳袋 ノブヒロさん（2006年7月22日公開、パンドラ大）- 藤村明彦 役
- 出口のない海（2006年9月16日公開、松竹） - 剣崎（大尉） 役
- ありがとう（2006年11月25日公開、東映） - 竹村博 役
- 日本の青空（2007年3月21日公開、有限会社インディーズ） - 主演・鈴木安蔵 役
- 夕映え少女「イタリアの歌」（2008年1月26日公開、東京芸術大学／ジェネオン・エンタテインメント）- 鳥居博士 役
- 幽霊VS宇宙人「略奪愛」（2008年3月8日公開、トルネード・フィルム） - 主演・森村宇宙雄 役
- デーアフターつもろー（2008年短編） - お父さん 役
- 歩いても 歩いても（2008年6月28日公開、シネカノン） - 片岡信夫 役
- 夢のまにまに（2008年10月18日公開）
- ボディ・ジャック（2008年10月25日公開、太秦） - 主演・澤井テツ 役
- ラーメンガール（2009年1月17日公開）
- 8月のシンフォニー -渋谷2002〜2003（2009年8月22日公開） - 秋葉社長 役（声の出演）
- 必死剣 鳥刺し（2010年7月10日公開） - 兼見伝一郎 役
- EDEN（2012年11月17日公開） - エルメス 役
- 藁の楯（2013年4月26日公開） - 西野 役
- そして父になる（2013年9月28日公開） - 野々宮大輔 役
- ジンクス!!!（2013年11月16日公開、ティ・ジョイ） - 佐藤清治 役
- そこのみにて光輝く（2014年4月19日公開、東京テアトル） - 中島 役
- きみはいい子（2015年6月27日公開、アークエンタテインメント） - 大宮拓也 役
- ぼくが命をいただいた3日間（2016年3月5日公開、KATSU-do） - 啓太 役
- 太陽（2016年4月23日公開、KADOKAWA） - 金田洋次 役
- 海よりもまだ深く（2016年5月21日公開、ギャガ） -  正隆 役
- ダブルミンツ（2017年6月3日公開アーク・フィルムズ／スターキャット） - 中岡 役
- あゝ、荒野 前篇・後篇（2017年10月7日・10月21日公開、スターサンズ） - 宮木社長 役
- リングサイド・ストーリー（2017年10月14日公開、彩プロ）  - ロベルト・ホンダ 役
- たった一度の歌（2018年8月24日公開、TBSビジョン） - 後藤田大輔／立花紀彦 役
- ホットギミック ガールミーツボーイ（2019年6月28日公開、東映） - 成田徹 役
- 新聞記者（2019年6月28日公開、スターサンズ＝イオンエンターテイメント） - 神崎俊尚 役[22]
- 惡の華（2019年9月27日公開、ファントム・フィルム） - 仲村佐和の父親 役[23]
- 閉鎖病棟 -それぞれの朝-（2019年11月1日公開、東映） - 大谷 役[24]
- 樹海村（2021年2月5日公開、東映） - 鷲尾良道役
- 今はちょっと、ついてないだけ（2022年4月8日公開、ギャガ） - 巻島雅人役[25]
- 破戒（2022年7月8日公開、東映ビデオ）- 風間敬之進 役[26]
- 追想ジャーニー（2022年11月11日公開、セブンフィルム） - 謎の男 役[27]
- 白鍵と黒鍵の間に（2023年10月6日公開、東京テアトル） - 三木 役[28]
- 怨泊 ONPAKU（2024年7月19日公開）- 小山田將 役 [29]

など

### ネット配信ドラマ
- 龍が如く 魂の詩。(2016年、ゲオチャンネル）
- すじぼり（2019年6月21日 - 8月23日、U-NEXT） - やくざの組長・速水 役
- 深夜食堂 -Tokyo Stories Season2-「焼きそばパン」（2019年10月31日、Netflix） [30]
- 麻雀宝湯記 石和の亀篇・伊東の黒豹篇 （2021年2月14日、Xstream46） - 難波飛龍 役[31]
- 雨に叫べば（2021年12月16日、Amazonプライムビデオ） - 橘芳正 役[32]
- ヒヤマケンタロウの妊娠（2022年4月21日、Netflix）- 中島達臣 役[33]
- 舞妓さんちのまかないさん（2023年1月12日、Netflix） - 戸来甫 役[34]
- THE DAYS（2023年6月1日、Netflix） - 速水 役[35]
- インフォーマ -闇を生きる獣たち-（2024年11月7日 - 、ABEMA） - 丸山克次 役[36]

### 舞台
- ミュージカル・アドベンチャー『ザ・サスケ』/ヒット・パレード（1985年4月 - 5月、梅田コマ劇場） ※途中1日だけ欠場した。その際は中村繁之が高橋の代役を務めた。
- ペール・ギュント（演出：蜷川幸雄、1990年5月11日 - 6月28日、銀座セゾン劇場）
- 蜷川カンパニー公演 『1992・待つ』（演出：蜷川幸雄、1992年）
- エンジェルス・イン・アメリカ（演出：ロバート・アッカーマン、1994年11月24日 - 12月23日、、銀座セゾン劇場）
- R・U・Pプロデュース公演『恋と革命－学習院大学の校舎裏－』 - 大久保武道 役
- スラブ・ボーイズ（演出：ロバート・アラン・アッカーマン）
- 椿姫
- LOVE LETTERS
- 1945（演出：ロバート・アラン・アッカーマン、2008年10月25日 - 11月3日、世田谷パブリックシアター）
- イリアス（演出：栗山民也、2010年9月4日 - 23日、ル・テアトル銀座）
- 血の婚礼（演出：蜷川幸雄、2011年6月24日 - 7月30日、にしすがも創造舎体育館　特設劇場）
- ピアフ（演出：栗山民夫、2011年10月13日 - 11月6日、シアタークリエ）
- テキサス -TEXAS-（演出：河原雅彦、2012年3月17日 - 4月8日、渋谷パルコ劇場）
- 音楽劇ハンク・ウイリアムス物語（演出：高橋和也、2013年5月、橋本杜のホール）
- 音楽劇ハンク・ウイリアムス物語（演出：高橋和也、2014年9月13日、新宿文化センター　小ホール）[37]。
- 嵐が丘（演出：G2、2015年5月6日 - 26日、日生劇場）[38]
- オーファンズ（演出：宮田慶子、2016年2月10日 - 21日、東京芸術劇場/2016年2月27日 - 28日、新神戸オリエンタル劇場）
- 御宿かわせみ（演出：G2、2016年5月3日 - 27日、明治座）
- 紙屋町さくらホテル（演出：鵜山仁、2016年7月5日 - 24日、紀伊國屋サザンシアター/7月28日、保谷こもれびホール）
- リトル・ヴォイス（演出：日澤雄介、2017年5月15日 - 28日、天王洲 銀河劇場/6月3日 - 4日、富山県民会館/6月24日、北九州ソレイユホール）
- 三文オペラ（演出：谷賢一、2018年1月23日 - 2月4日、神奈川芸術劇場/2018年2月10日、札幌市教育文化会館）
- ブラインドタッチ（演出：坂手洋二、2018年3月19日 - 4月1日、下北沢ザ・スズナリ）
- 現代能楽集Ⅹ『幸福論』～能「道成寺」「隅田川」より（2020年11月29日 - 12月20日、シアタートラム）[39]

など

### ラジオドラマ
- FMシアター （NHK-FM）
  - 二人の男（2001年7月14日） - 山名高宏 役[40]
  - これが私の歌う道（2009年4月25日） - 矢嶋 役[41]
  - 人らしく、生きられるように（2010年5月29日） - 鈴木プー 役[42]
  - 裁きの朝（2010年9月4日） - 島秋人 役[42]
  - 飛ばせハイウェイ、飛ばせ人生（2011年4月16日） - 比嘉 役[43]
- 青春アドベンチャー （NHK-FM）
  - スタンダール 『赤と黒』 - 主演・ジュリアン 役[44]
    - 第一部（2004年2月9日 - 27日）
    - 第二部（2004年6月28日 - 7月16日）

  - 梨木香歩 『家守綺譚』（2005年2月28日 - 3月11日） - 主演・綿貫征四郎 役[45]
  - 春江一也 『プラハの春』（2006年4月3日 - 21日） - 主演・堀江亮介 役[46]
    - 『ベルリンの秋』（2006年10月2日 - 20日）[46]

  - セバスチャン・フィツェック 『ラジオ・キラー』（2008年9月15日 - 10月3日） - ヤン 役[47]
  - アンソニー・ホープ 『ゼンダ城の虜 〜完結編〜 ヘンツォ伯爵』（2010年11月22日 - 12月3日） - 語り 担当[48]
- 特集オーディオドラマ 「服部良一の“モモタロウ”」（2007年8月15日、NHK-FM）[49]
- 劇ラヂ！ライブ2015　「あさはかな魂よ、慈悲の雨となれ」（2015年11月1日、NHKラジオ第1）[50]

### CM
- オリックス生命保険（2005年）
- トヨタ自動車「TOYOTAGAZOORacing・5大陸走破プロジェクト」（2016年）

### ナレーション
- 大型ドキュメンタリー「砂漠は生きている 第1話 そこは緑の大地だった」（2007年、BS-i） - ナレーター
- 大型ドキュメンタリー「砂漠は生きている 第2話 そこは文明の十字路だった」（2007年、BS-i） - ナレーター
- 洋画 シェイプ・オブ・ウォーター（2018年）※予告編[51]
- ザ・ヒューマン「羽生善治 天才棋士 50歳の苦闘」（2021年2月20日、NHK BS1） - 語り

など

### 吹き替え

#### 俳優
- イ・ビョンホン
  - 悪魔を見た（キム・スヒョン）
  - 甘い人生（キム・ソヌ）
  - 美しき日々（イ・ミンチョル）
  - オールイン 運命の愛（キム・イナ）
  - 王になった男（光海君/ハソン[52]）※BSジャパン版
  - 彼らだけの世界（ラブ）
  - グッド・バッド・ウィアード（パク・チャンイ）
  - 純愛中毒（ファン・テジン）
  - 誰が俺を狂わせるか（イ・ジョンドゥ）
  - 誰にでも秘密がある（チェ・スヒョン）
  - 夏物語（ユン・ソギョン）
  - バンジージャンプする（ソ・インウ）
  - ひまわり（テソン）
  - メモリーズ 追憶の剣（ユベク）
  - わが心のオルガン（カン・スハ）

#### 洋画
- トランスポーター（ウォール・ストリート〈マット・シュルツ〉）※テレビ朝日新版

### ドキュメンタリー
- 時代をプロデュースした者たち・渡邊晋（2015年、NHK BS-1） - ナビゲーター・渡邊 役

### バラエティ
- おじゃまします（1985年9月17日 - 11月1日、TBS）
新宿南口にあった「新宿コメディシアター」からの生放送。制作：東阪企画、演出：澤田隆治。低視聴率の為、早々に打ち切りとなり、最終回では演出の澤田が視聴者に、番組打ち切りの旨を謝罪発表した（コメディシアターはその後閉鎖され、成人向け映画館となった）。

### 教養番組
- 英雄たちの選択 正月スペシャル「百人一首～藤原定家 三十一文字の革命～」 (2020年1月4日、NHK BSプレミアム） - 藤原定家 役

### サポートミュージシャン
- 歌のトップテン 1989年3月13日（爆風スランプ - Runner サポートベーシスト）

## バンド活動

### 一本道
メンバー
- 高橋和也
- 遠藤ミチロウ

### DEAD MAN WALKERS
メンバー
- 高橋和也
- SHIME

### Sheriff
メンバー
- 高橋和也 （ボーカル、ギター）
- 成田昭次 （ボーカル、ギター）
- DAIRA（ギター）
- 近藤洋史 （ベース）
- 西村ヒロ （ブルースハープ）
- 石田一郎 （ドラム）

### NERVOUS CIRCUS
メンバー
- 高橋和也 （ボーカル、ギター）
- 西村ヒロ （ブルースハープ）
- ナポレオン山岸 （ギター）
- 近藤洋史 （ベース）
- 石田一郎 （ドラム）
- 田中厚 （ピアノ）（途中から参加）

### Primitive Kool
メンバー
- 高橋和也 （ボーカル）
- 西村ヒロ （ブルースハープ）
- ナポレオン山岸 （ギター）
- 五十嵐博史 （ベース）
- 小関純匡 （ドラム）

### Midnight Angel
メンバー
- 高橋和也　(ボーカル、アコーステックギター)
- 前田耕陽　(ボーカル、ピアノ)
- 小関純匡 （ドラム）

### 高橋HANK和也 & The Driving Cowboys
メンバー
- 高橋HANK和也 （ボーカル、アコースティックギター）
- 石田美也 （ボーカル）
- TATER安田 （フィドル）
- 樋渡尚崇 （ウッドベース）
- 古橋一晃 （エレキギター）

### The Driving Cowboys
メンバー
- 高橋HANK和也 （ボーカル、アコースティックギター）
- TATER安田 （フィドル）
- 樋渡尚崇 （ウッドベース）

### MOUNTAIN MAN
メンバー
- 高橋和也（ボーカル、ベース）
- 原田喧太（ボーカル、ギター）
- 平山牧伸（ドラム）

### Rockon Social Club
メンバー
- 高橋和也 （ボーカル、ベース）
- 成田昭次（ボーカル、ギター）
- 岡本健一（ボーカル、ギター）
- 前田耕陽 （ボーカル、キーボード）
- 青山英樹 （ドラム）
- 寺岡呼人 （プロデューサー、ベース、ギター）